# Samedi de la matraque
Ne doit pas être confondu avec Lundi de la matraque.
Le Samedi de la matraque est une émeute qui a eu lieu le 10 octobre 1964 à Québec, lors de la visite d'Élisabeth II, reine du Canada, à l'Assemblée législative du Québec pour le 100e anniversaire des conférences de Charlottetown et de Québec, qui ont mené à la signature en 1867 de l'Acte de l'Amérique du Nord britannique.
L'émeute, qui oppose des nationalistes québécois anti-monarchistes aux agents de la police provinciale et la police municipale de Québec, est sévèrement réprimée à la matraque par les 4 000 policiers déployés dans la ville,.
Réagissant aux pressions de la police, le vendredi 9 octobre, le président du Rassemblement pour l'indépendance nationale (RIN), Pierre Bourgault, demande à ses troupes de 200 à 300 manifestants de rentrer chez eux. Réginald (Reggie) Chartrand, boxeur et chef des Chevaliers de l'indépendance, prend alors la tête du mouvement. 
Le samedi, 34 manifestants sont arrêtés par la police. Certains d'entre eux sont des touristes de New York et d'Ottawa.